# Jens Orback
Jens Olov Heinrich Orback (ur. 21 kwietnia 1959 w Sztokholmie) – szwedzki polityk i dziennikarz, działacz Szwedzkiej Socjaldemokratycznej Partii Robotniczej, w latach 2004–2006 minister, sekretarz generalny Olof Palme International Center.

## Życiorys
Na początku lat 80. kształcił się w zakresie anglistyki i stosunków międzynarodowych w Stanach Zjednoczonych. W 1985 ukończył studia z zakresu ekonomii politycznej na Uniwersytecie Sztokholmskim.
Był działaczem socjaldemokratycznej młodzieżówki SSU i przewodniczącym jej struktur w Sztokholmie. W latach 1986–1990 pracował jako urzędnik w resorcie finansów. Następnie był reporterem w Sveriges Radio (1990–1991) i prezenterem programów informacyjnych w Sveriges Television (1991–1995). Od 1995 prowadził własną działalność gospodarczą w branży producenckiej i doradczej. W 2002 powrócił do aktywności politycznej, do 2004 pełnił funkcję przewodniczącego rady jednego ze stołecznych okręgów.
W latach 2004–2006 wchodził w skład rządu Görana Perssona. Był w nim ministrem bez teki odpowiedzialnym m.in. za integrację i równouprawnienie. W 2008 objął stanowisko sekretarza generalnego pozarządowej organizacji Olof Palme International Center, zajmując je do 2017.
Autor książki Medan segern firades: min mammas historia (2007), wydanej w 2021 w języku polskim pt. Gdy inni świętowali zwycięstwo. Historia mojej matki.